# Xəzər Sumgait
Xəzər Sumgait (azer. «Xəzər» Sumqayıt Futbol Klubu) – azerski klub piłkarski, z siedzibą w Sumgaicie działający w latach 1960–2004. 

## Historia
Chronologia nazw:
- 1960: Metallurq Sumgait (ros. «Металлург» Сумгаит)
- 1961–1962: Temp Sumgait (ros. «Темп» Сумгаит)
- 1963: Ximik Sumgait (ros. «Химик» Сумгаит)
- 1964–1973: Polad Sumgait (ros. «Полад» Сумгаит)
- 1974–1986: Xəzər Sumgait (ros. «Хазар» Сумгаит)
- 1987: Vosxod Sumgait (ros. «Восход» Сумгаит)
- 1988–1996: Xəzər Sumgait (ros. «Хазар» Сумгаит)
- 1997–1998: FK Sumgait
- 1999–2000: Kimyaçı Sumgait
- 2001–2004: Xəzər Sumgait

Piłkarska drużyna Metallurq została założona w mieście Sumgait w 1960 i debiutowała w Klasie B, strefie 2 Mistrzostw ZSRR. W następnym roku klub przyjął nazwę Temp Sumgait.
W 1963 jako Ximik Sumgait po kolejnej reorganizacji systemu lig ZSRR spadł do Klasy B, strefy 2. W 1964 pod zmienił nazwę na Polad Sumgait, ale nie uczestniczył w rozgrywkach Klasy B. W 1965 zajął w turnieju finałowym 2 miejsce i awansował do Drugiej Grupy A, podgrupy 3.
W 1970 po kolejnej reorganizacji systemu lig ZSRR klub ponownie spadł do Drugiej Grupy, strefy 2, w której zajął 22 miejsce i pożegnał się z rozgrywkami na szczeblu profesjonalnym. W 1973 ponownie startował w Drugiej Lidze, strefie 3, w której występował do 1989, z wyjątkiem lat 1976-1986, kiedy to zmagał się w rozgrywkach lokalnych. W 1974 zmienił nazwę na Xəzər Sumgait, a w 1987 na Vosxod Sumgait, ale już w następnym roku przywrócił nazwę Xəzər. W dwóch ostatnich radzieckich sezonach 1990-1991 występował Wtoroj Niższej Lidze.
W latach 1961 oraz 1965-1970 startował w rozgrywkach Pucharu ZSRR.
W 1992 pod nazwą debiutował w Wyższej Lidze Azerbejdżanu, w której występował do 2000. Podczas 1997 zmienił nazwę na FK Sumgait, a w 1999 na Kimyaçı Sumgait. W sezonie 2000/2001 klub ogłosił o rezygnacji z dalszych rozgrywek w Wyższej Lidze. W następnym sezonie występował w Pierwszej Lidze, gdzie zajął 2 miejsce i zdobył awans do Wyższej Ligi, ale w 2002/03 mistrzostwa nie rozgrywane. Dopiero w sezonu 2003/04 ponownie startował w Wyższej lidze. Po zakończeniu sezonu klub z przyczyn finansowych zrezygnował z dalszych występów i został zawieszony.

## Sukcesy
- Druga Grupa A ZSRR, podgrupa 3:

7 miejsce: 1960
- Puchar ZSRR:

1/64 finału: 1961
- Mistrzostwa Azerbejdżanu:

wicemistrz: 1992, 1993
- Puchar Azerbejdżanu:

półfinalista: 1992